# Deutscher Klub 1954
Der Deutsche Klub 1954 war eine neutralistisch ausgerichtete politische Gruppierung in der Bundesrepublik Deutschland mit dem Sitz in Köln. Sie ist nach 1960 in der Deutschen Friedensunion aufgegangen.

## Geschichte
Der Deutsche Klub wurde 1954 von Karl Graf von Westphalen und anderen Personen aus dem politischen Spektrum der CDU gegründet: Sie wandten sich gegen Adenauers Politik einer Westbindung. In den Jahren 1955 und 1956 soll es Kontakte zwischen der Staatssicherheit und Westphalen sowie dem Deutschen Klub 1954 gegeben haben.
Gemeinsam mit dem Bund der Deutschen und der Vereinigung unabhängiger Sozialisten ging der Deutsche Klub ab 1960 in der neu gegründeten Deutschen Friedensunion auf. Politisch stand die Verständigung der beiden Blöcke und die Ablehnung der Westbindung der Bundesrepublik im Mittelpunkt der Zielsetzung. Aus dem Umfeld des Deutschen Klubs heraus wurden 1956 die Zeitschrift Blätter für deutsche und internationale Politik gegründet, deren ersten beiden Verlage ebenfalls in Köln ansässig waren.